# Junior Bonner
Junior Bonner (Dez Segundos de Perigo, no Brasil) é um filme norte-americano de 1972 dirigido por Sam Peckinpah, com trilha sonora de Jerry Fielding.

## Sinopse
Campeão de rodeios volta à cidade natal para disputar torneio em que terá de enfrentar o animal que o ferira anos antes. Como pano de fundo, a rotina dos vaqueiros num Oeste decadente, nesse filme sem a violência comum nos filmes do diretor.

## Elenco principal
- Steve McQueen .... Junior 'JR' Bonner
- Robert Preston .... Ace Bonner
- Ida Lupino .... Elvira Bonner
- Ben Johnson .... Buck Roan
- Joe Don Baker .... Curly Bonner
- Barbara Leigh .... Charmagne
- Mary Murphy .... Ruth Bonner